# 湘江評論
湘江評論（しょうこうひょうろん）とは、1919年7月14日に中華民国で創刊された、毛沢東によって編集されていた湖南学生連合会の機関紙の名称。社会運動に参加する人々の政治意識を高め、政治的自覚を促すことを目的として出版されていた。毛沢東の最初の政治論文である「民衆の大連合」が連載されていた機関紙でもある。週刊であり5号まで発行されたが、8月に軍閥によって禁止された。発行部数は5000に達していた。